# Hans Koschnick
Hans Koschnick (ur. 2 kwietnia 1929 w Bremie, zm. 21 kwietnia 2016) – niemiecki polityk, członek Socjaldemokratycznej Partii Niemiec (niem. Sozialdemokratische Partei Deutschlands, SPD), były burmistrz Bremy (1967–1985) i członek Bundestagu (1987–1994).

## Życiorys
Jego rodzice byli zaangażowani w działalność lewicowych organizacji i związków zawodowych. Jego ojciec za udział w manifestacji pierwszomajowej w 1933 został skazany na pobyt w więzieniu i KL Sachsenhausen, skąd został warunkowo zwolniony w 1938 r. Jego matka za przynależność do grup oporu spędziła rok w areszcie śledczym i za odmowę pozdrowienia hitlerowskiego wielokrotnie była pozbawiana pracy. Młody Koschnick wychowywał się u dziadków.
W marcu 1945 Hans Koschnick dostał się do niewoli brytyjskiej, we wrześniu 1945 powrócił do Bremy.
Po ukończeniu szkoły administracji publicznej został zatrudniony u senatora ds. socjalnych, młodzieży, rodziny i sportu. 1 lutego 1958 został kierownikiem urzędu ds. kultury fizycznej.
W maju 1950 został członkiem Socjaldemokratycznej Partii Niemiec (niem. Sozialdemokratische Partei Deutschlands, SPD). W latach 1951–1954 był sekretarzem okręgu związku zawodowego pracowników sektora publicznego, transportu i komunikacji (Gewerkschaft Öffentliche Dienste, Transport und Verkehr).
W latach 1970–1991 był przewodniczącym federalnego zarządu SPD, a w latach 1975–1979 zastępcą Willy’ego Brandta.
28 listopada 1967 został prezesem senatu, tzn. premierem rządu kraju związkowego Bremy. Sprawując tę funkcję, podpisał z prezydentem Gdańska Andrzejem Kaznowskim umowę o partnerskiej współpracy obu tych miast, pierwszą tego rodzaju umowę w stosunkach polsko-niemieckich. Dwukrotnie przewodniczył Bundesratowi – od 1 listopada 1970 do 31 października 1971 oraz od 1 listopada 1981 do 31 października 1982.
Przewodził socjalno-liberalnej koalicji SPD-FDP, która rozpadła się wskutek sporów o utworzenie uniwersytetu w Bremie. Za czasów jego rządu doszło do skutku utworzenie uniwersytetu w Bremie (1971), rozbudowa ośrodka przeładunku towarów, zapoczątkowanie terminalu kontenerowego w Bremerhaven i budowa nowych zakładów Mercedesa (1979) dla 18 tysięcy zatrudnionych. Mimo sporu o likwidację stoczni Kruppa we wrześniu 1983 Koschnick odniósł znaczny sukces w wyborach 11. kadencji. Po 18 latach piastowania funkcji szefa rządu krajowego i 22 latach w senacie ustąpił na własne życzenie w dniu 17 września 1985.
W latach 1987–1994 był bezpośrednio wybranym posłem do Bundestagu. Był zastępcą przewodniczącego komisji spraw zagranicznych i był uważany za kandydata na ministra spraw zagranicznych.
Od 23 lipca 1994 do 2 kwietnia 1996 pełnił z ramienia Unii Europejskiej obowiązki koordynatora ds. odbudowy zniszczonego podczas działań wojennych miasta Mostar. Dwukrotnie stał się celem zamachów terrorystycznych.
Od października 1996 do września 1998 był doradcą komisji ds. organizacji europejskiej młodzieżowej służby ochotniczej.
Od stycznia 2000 do grudnia 2005 był przewodniczącym niemiecko-polskiej grupy parlamentarnej w Bundestagu i prezesem Niemieckiego Instytutu Polskiego w Darmstadt. 8 września 1994 Rada Miasta Gdańska w uznaniu jego zasług dla współpracy polsko-niemieckiej nadała mu tytuł Honorowego Obywatela miasta.